# فونغ فونغ
فونغ فونغ (بالصينية: 馮峰) هو ممثل صيني، ولد في 1 ديسمبر 1916 في زونغشان في الصين، وتوفي في 16 فبراير 2000 في هونغ كونغ في الصين.

## وصلات خارجية
- فونغ فونغ على موقع IMDb (الإنجليزية)
- فونغ فونغ على موقع ألو سيني (الفرنسية)
- فونغ فونغ على موقع قاعدة بيانات الفيلم (الإنجليزية)
- فونغ فونغ على موقع كينوبويسك (الروسية)